# Avortement en Tunisie
L'avortement en Tunisie est légal depuis 1973 et pratiqué gratuitement, à la demande de la femme, jusqu'à trois mois de grossesse. La Tunisie est, avec la Turquie, l'Albanie, la Bosnie-Herzégovine, le Kosovo et Bahreïn, l'un des seuls pays à majorité musulmane où l'interruption volontaire de grossesse est légale,.
Le pays possède un programme national de planning familial incluant des services publics pour la pratique de l'avortement chirurgical et médicamenteux, utilisant des méthodes modernes.

## Évolution légale
À la promulgation du code pénal en 1913, la pratique de l'avortement est interdite par son article 214,.
Le décret du 18 septembre 1920 réprimant la provocation de l'avortement renforce l'arsenal juridique et interdit jusqu'au discours prônant cette pratique,.
Le décret du 25 avril 1940 relatif à la répression de l'avortement et de l'outrage aux bonnes mœurs confirme cette interdiction.
La loi no 64-34 du 2 juillet 1964 abroge les dispositions de ce dernier décret et amende l'article 214 du code pénal en autorisant l'avortement légal dans deux situations seulement :
- Si les époux ont cinq enfants vivants et dans les trois premiers mois de grossesse ;
- Si la mère présente une grossesse pathologique.

La loi no 73-2 du 26 septembre 1973 instaure finalement le droit à l'avortement, en l'inscrivant dans l'article 214, dans les conditions suivantes :
- L'avortement est autorisé dans les trois premiers mois de grossesse ;
- L'avortement est autorisé après les trois premiers mois de grossesse si la mère présente une grossesse à risque pour sa santé physique ou psychique ou si l'enfant à naître présente une maladie ou un handicap grave.

L'avortement n'est légal que s'il est pratiqué par un médecin de profession dans un centre hospitalier ou sanitaire ou dans une clinique autorisée. L'avortement dans d'autres conditions est fortement réprimé par une peine de prison et une amende.

## Contexte culturel
Si 98 % de la population tunisienne est musulmane, il s'agit de l'un des rares pays musulmans ayant adopté une interprétation considérée comme libérale de la charia sur les questions liées aux femmes et à la famille. La polygamie y a été abolie et l'âge minimum du mariage pour les femmes est de 18 ans. Les femmes tunisiennes ont le droit de voter, de divorcer et de travailler,.

## Planning familial
Le programme national de planning familial a été mis sur pied en 1976, trois ans après la légalisation de l'avortement selon les principes suivants :
- les services sont gratuits ;
- les services sont offerts sur l'ensemble du territoire national ;
- les femmes peuvent choisir librement leur méthode contraceptive ;
- les femmes peuvent choisir librement d'avorter.

En Tunisie, les sages-femmes sont souvent celles qui fournissent les services d'avortement médicamenteux sur prescription médicale. Ces services ont d'abord été offerts par le secteur public puis par le secteur privé,.

## Nombre d'avortements
En 1996, 19 000 avortements ont été pratiqués en Tunisie.
Selon le docteur Selma Hajri, endocrinologue, chercheuse en santé reproductive et coordinatrice du Réseau africain pour l'avortement médicamenteux, affilié au Consortium international pour l'avortement médicamenteux depuis 2010, 25 000 avortements médicamenteux ont été pratiqués dans 15 des 24 gouvernorats de la Tunisie depuis sa mise en œuvre ; il était prévu que les services soient étendus à d'autres gouvernorats d'ici la fin 2011. Dans les régions où il est pratiqué, l'avortement médicamenteux représente entre 60 % et 70 % des avortements provoqués, des chiffres similaires à ceux des pays européens où cette pratique a été introduite et mise en œuvre. Pour Hajri, « la procédure d'avortement médicamenteux a été acceptée par les femmes et les professionnels de la santé en Tunisie non seulement comme une méthode moderne et sûre, mais aussi comme un moyen pour les femmes d'atteindre une plus grande autonomie et une autodétermination ».